# Ostrov, Tulcea
Ostrov là một xã thuộc hạt Tulcea, România. Dân số thời điểm năm 2002 là 2243 người.